# Serrunguis paroicus
Serrunguis paroicus är en mångfotingart som beskrevs av Chamberlin 1941. Serrunguis paroicus ingår i släktet Serrunguis och familjen småjordkrypare. Inga underarter finns listade i Catalogue of Life.